# Liste der Naturdenkmale in Wangen (bei Göppingen)
| Naturdenkmale | Anzahl |
| ------------- | ------ |
| FND           | 2      |
| END           | 2      |
| Gesamt        | 4      |

Die Liste der Naturdenkmale in Wangen nennt die verordneten Naturdenkmale (ND) der im baden-württembergischen Landkreis Göppingen liegenden Gemeinde Wangen. In Wangen gibt es insgesamt vier als Naturdenkmal geschützte Objekte, davon zwei flächenhafte Naturdenkmale (FND) und zwei Einzelgebilde-Naturdenkmale (END).
Stand: 1. November 2016.

## Flächenhafte Naturdenkmale (FND)
| Name                       | Bild | Kennung     | Einzelheiten | Position | Fläche Hektar | Datum         |
| -------------------------- | ---- | ----------- | ------------ | -------- | ------------- | ------------- |
| Erlenbruchwald am Heimbach | BW   | 81170550002 | Wangen       | ⊙        | 0,4           | 22. Okt. 1984 |
| Feuchtwiese Heimbach       | BW   | 81170550005 | Wangen       | ⊙        | 2,5           | 21. Juli 1994 |
| Legende für Naturdenkmal   |      |             |              |          |               |               |

## Einzelgebilde (END)
| Name                                | Bild | Kennung     | Einzelheiten | Position | Fläche Hektar | Datum         |
| ----------------------------------- | ---- | ----------- | ------------ | -------- | ------------- | ------------- |
| 2 Eichen 1,3 km westlich Oberwälden | BW   | 81170550004 | Wangen       | ⊙        | 0,0           | 22. Okt. 1984 |
| 2 Linden, Wangener Linden           | BW   | 81170550001 | Wangen       | ⊙        | 0,0           | 22. Okt. 1984 |
| Legende für Naturdenkmal            |      |             |              |          |               |               |